# Соверия-Маннелли
Соверия-Маннелли (итал. Soveria Mannelli) — коммуна в Италии, располагается в регионе Калабрия, подчиняется административному центру Катандзаро.
Население составляет 3509 человек, плотность населения составляет 175 чел./км². Занимает площадь 20 км². Почтовый индекс — 88049. Телефонный код — 0968.
Соверя-Маннелли граничит с коммунами Бьянки, Карлополи, Колозими, Джимильяно, Деколлатура, Педивильяно.
Покровителем населённого пункта считается святой Иоанн Креститель. Праздник ежегодно празднуется 24 июня.